# Etenone
L'etenone (o chetene) è un analogo carbonilico dell'allene facente parte della famiglia dei cheteni, di cui rappresenta il capostipite. Viene preparato industrialmente per pirolisi dell'acetone a 700 °C. Trova impiego nella sintesi industriale dell'anidride acetica per reazione con acido acetico.

## Proprietà
L'etenone è un gas tossico incolore, dall'odore pungente, che causa irritazioni a occhi, naso, faringe e polmoni. Provoca edema polmonare dopo periodi di esposizione continua. Il suo punto di fusione è di -150,5 °C mentre bolle a una temperatura di -48 °C.
È un composto stabile a temperatura inferiore a -48 °C, oltre la quale tende a formare il dimero dichetene.

## Formazione
L'etenone può essere sintetizzato a partire da cloruro di acetile sfruttando l'eliminazione di acido cloridrico per trattamento con una base (B).{\displaystyle {\ce {CH3-CO-Cl ->[B] CH2=C=O + HCl}}}La base utilizzata per strappare l'idrogeno α è solitamente la trietilammina.
Industrialmente il chetene viene preparato per pirolisi dell'acetone a 700 °C.{\displaystyle {\ce {CH3-CO-CH3 ->[\Delta T] CH2=C=O + CH4}}}I cheteni si ottengono anche dopo riarrangiamento di Wolff di α-diazochetoni.

## Reazioni
L'alta reattività dell'etenone è sfruttata per inserire gruppi acetilici CH3C(O)- in altre molecole. Con alchini elettron-ricchi dà cicloaddizione [2+2] con formazione di ciclobutenoni. Reagisce con eteri, ammine e tioeteri allilici dando la trasposizione di Bellus-Claisen.
A temperatura ambiente il chetene forma un dimero liquido. Reagisce con acqua formando acido acetico. Reagisce con l'acido acetico formando anidride acetica.